# Kup Hrvatske u ragbiju 2021.
Kup Hrvatske u ragbiju za 2021. godinu je igran u proljeće 2021. 
 
Kup je osvojila "Nada" iz Splita.

## Rezultati

### Poluzavršnica
| datum             | mjesto             | klub1          | rez.  | klub2      | napomene | izvještaj | izvori      |
| ----------------- | ------------------ | -------------- | ----- | ---------- | -------- | --------- | ----------- |
| 24. travnja 2021. | Zagreb, SC Mladost | Mladost Zagreb | 19:38 | Nada Split |          |           | [ 2 ] [ 3 ] |
| 24. travnja 2021. | Zagreb, RC Rudeš   | Zagreb         | 54:14 | Sinj       |          |           | [ 2 ] [ 3 ] |

### Završnica
| datum            | mjesto                                       | klub1      | rez.  | klub2  | napomene              | izvještaj | izvori |
| ---------------- | -------------------------------------------- | ---------- | ----- | ------ | --------------------- | --------- | ------ |
| 1. svibnja 2021. | Sinj, SC "Ivica Poljak Sokol i Andrija Alčić | Nada Split | 33:12 | Zagreb | "Nada" pobjednik kupa |           | [ 1 ]  |

## Vanjske poveznice
- rugby.hr